# CROSS SUNDAY VIEWS
CROSS SUNDAY VIEWS（クロス・サンデー・ビューズ）はCROSS FMで放送されたラジオ番組。 2004年4月4日-2007年3月25日の毎週日曜日の朝、北九州第2スタジオから生放送された。ナビゲーターは松井伸一と鶴田弥生が務めた。

## 概要
- 70年代、80年代の洋楽、邦楽を中心に選曲され、他局でのラジオDJ、プロデューサー経験を持つ松井伸一が自身の体験も含め過去から現代にかけての福岡県のミュージックシーンに、様々な情報を交えて紹介した。
- 月に1-2回、以前CROSS FMでも『SPICE WITH JAZZ』を担当した林直樹がコメンテーターとして登場した。

## 放送時間
- 2004年4月4日-2006年10月29日:日曜7:00-10:00
- 2006年11月5日-2007年3月25日:日曜7:00-9:30
  - 短縮された9:30-10:00には『人生、3度、ルネッサンス』が放送された。

## ナビゲーター
- 松井伸一
CROSS FMのチーフプロデューサーを務めた経験をもつ。
同局では以前にも『GOT MANY』のナビゲーターを務めたり、『MODERATO SUNDAY』、『X FUTURE RADIO ON SUNDAY』等にコメンテーターとして登場していた。
- 鶴田弥生
主にアシスタントと番組中のディレクション、ミキサー操作を務め、正式にタイムテーブルにクレジットされることはなかった。
CROSS FMでは主に番組ADを務めていたが、番組担当は「Dobbのロック塾」に次いで2本目。
同局では現在、後番組の『CROSS SUNDAY SUBJECT』のほか、『HELLO RADIO』、『北九州ミュージックプロムナード』でもナビゲーターを務め、『CATEGORY T.T.』内の「北九州シティーBOX」のリポートも担当している。

## 主なコーナー
- ビューズ・トピックス（随時）
１週間内に起きた出来事やスポーツ、芸能ニュースなどの中からピックアップして紹介。
- ビューズ・ニューディスク（7:15頃）
過去の名盤の再発盤や最新のヒットアルバムを紹介する。